# Élections au Parlement basque
Les élections au Parlement basque (en basque : Eusko Legebiltzarrerako hauteskundeak, en espagnol : elecciones al Parlamento vasco) se tiennent tous les quatre ans, afin d'élire les députés au Parlement basque. Celui-ci se compose, actuellement, de 75 députés.

## Résumé
| Année | Participation | Hémicycle                   | Parti en tête | Parti en tête      | Score   | Sièges  | Président | Président            | Président |
| ----- | ------------- | --------------------------- | ------------- | ------------------ | ------- | ------- | --------- | -------------------- | --------- |
| 1980  | 59,76 %       |                             |               | Parti nationaliste | 38,10 % | 25 / 60 |           | Carlos Garaikoetxea  | EAJ/PNV   |
| 1984  | 68,49 %       |                             |               | Parti nationaliste | 42,01 % | 32 / 75 |           | Carlos Garaikoetxea  | EAJ/PNV   |
| 1984  | 68,49 %       | José Antonio Ardanza (1985) |               | Parti nationaliste | 42,01 % | 32 / 75 |           |                      | EAJ/PNV   |
| 1986  | 69,62 %       |                             |               | Parti nationaliste | 23,71 % | 17 / 75 |           | José Antonio Ardanza | EAJ/PNV   |
| 1990  | 60,99 %       |                             |               | Parti nationaliste | 28,49 % | 22 / 75 |           | José Antonio Ardanza | EAJ/PNV   |
| 1994  | 59,69 %       |                             |               | Parti nationaliste | 29,84 % | 22 / 75 |           | José Antonio Ardanza | EAJ/PNV   |
| 1998  | 69,99 %       |                             |               | Parti nationaliste | 28,81 % | 21 / 75 |           | Juan José Ibarretxe  | EAJ/PNV   |
| 2001  | 78,97 %       |                             |               | Parti nationaliste | 42,72 % | 26 / 75 |           | Juan José Ibarretxe  | EAJ/PNV   |
| 2005  | 68,00 %       |                             |               | Parti nationaliste | 38,67 % | 22 / 75 |           | Juan José Ibarretxe  | EAJ/PNV   |
| 2009  | 64,68 %       |                             |               | Parti nationaliste | 38,56 % | 30 / 75 |           | Patxi López          | PSOE      |
| 2012  | 63,96 %       |                             |               | Parti nationaliste | 34,61 % | 27 / 75 |           | Iñigo Urkullu        | EAJ/PNV   |
| 2016  | 62,26 %       |                             |               | Parti nationaliste | 37,42 % | 29 / 75 |           | Iñigo Urkullu        | EAJ/PNV   |
| 2020  | 50,78 %       |                             |               | Parti nationaliste | 39,06 % | 31 / 75 |           | Iñigo Urkullu        | EAJ/PNV   |
| 2024  | 60,02 %       |                             |               | Parti nationaliste | 34,82 % | 27 / 75 |           | Imanol Pradales      | EAJ/PNV   |